# Kirchliches Proseminar Naumburg (Saale)
Das Kirchliche Proseminar Naumburg (Saale) war eine der vortheologischen Ausbildungsstätten in kirchlicher Trägerschaft, an denen in der DDR ein Abitur abgelegt werden konnte, das den Zugang zum Studium der Theologie oder Katechetik am Katechetischen Oberseminar Naumburg (Saale), zum Studium der Theologie am Theologischen Seminar Leipzig und am Sprachenkonvikt in Berlin oder zum Studium der Kirchenmusik an einer der kirchenmusikalischen Ausbildungsstätten der evangelischen Kirche der DDR ermöglichte. Staatlicherseits wurde dieses Abitur nicht als solches anerkannt, sodass ein Studium an einer staatlichen Hochschule oder Universität der DDR mit dem Naumburger Abschluss nicht möglich war.
Das Kirchliche Proseminar war für die Vermittlung umfassender Allgemeinbildung nach einem von staatlichen Vorgaben unabhängigen Lehrplan bekannt. Deshalb wurde die Möglichkeit zur Ausbildung an diesem Institut nicht nur von solchen jungen Menschen genutzt, die dezidiert einen Beruf im kirchlichen Dienst anstrebten, sondern auch von anderen kirchlich geprägten Jugendlichen, denen der Zugang zur Erweiterten Oberschule (EOS) und damit zum staatlich anerkannten Abitur verwehrt worden war.

## Geschichte
Eröffnet wurde das Kirchliche Proseminar in Naumburg am 16. April 1952 nach einem Beschluss der Kirchenleitung der Kirchenprovinz Sachsen. Es war zunächst organisatorisch mit dem Katechetischen Oberseminar Naumburg verbunden, um die Vor-Ausbildung theologienah zu gestalten. Der zweite Rektor der Anstalt (nach Ernst Kähler), der Altphilologe Gerhard Steinkopf, hatte das Bildungsprogramm schon im Vorfeld der Gründung nach dem Vorbild der Richtlinien für höhere Schulen in Preußen von 1925 gestaltet. Neben den Schwerpunkten Latein und Griechisch (mit jeweils sechs Wochenstunden) wurde auch in Deutsch, Mathematik, Geschichte und in den naturwissenschaftlichen Fächern unterrichtet. Damit war der Unterricht am Proseminar eine Alternative zum marxistisch-leninistisch ausgerichteten Bildungswesen der DDR. Diese Ausbildung mit humanistisch-gymnasialem Profil dauerte drei Jahre. Die Proseminaristen waren internatsmäßig untergebracht im Haus Charlottenstraße 1, im benachbarten Haus Bürgergartenstraße 34 und im Haus Lepsiusstraße 4. Nach einer rückblickenden Schätzung haben etwa 700 Schüler diese Anstalt besucht. Nach der deutschen Wiedervereinigung wurde das Kirchliche Proseminar aufgelöst, weil die Notwendigkeit dieser Ausbildung entfallen war und die Kirchen die erforderlichen Mittel nicht mehr aufbringen konnten. Der letzte Schuljahrgang wurde 1990 von der Landesschule Pforta übernommen und dort 1991 als Sonderklasse im Schulbetrieb nach den inzwischen bundesweit anerkannten Lehrplänen des Proseminars zum Abitur geführt.

## Weitere vortheologische Proseminare in der DDR
- Proseminar in Dahme/Mark (1950–1956)
- Proseminar Moritzburg (1955–1991)
- Kirchliches Oberseminar Hermannswerder (besteht weiter unter dem Namen Evangelisches Gymnasium Hermannswerder)
- die sog. „Vorausbildung“ des Theologischen Seminars Leipzig (1964–1990)
- Norbertinum (Magdeburg) (Einrichtung der katholischen Kirche, heute Norbertusgymnasium)